# Абдулла Юсуф Хелаль
Абдулла Юсуф Хелаль (араб. عبد الله يوسف هلال; нар. 24 лютого 1975, Бахрейн) — бахрейнський футболіст, нападник празької «Славії» та національної збірної Бахрейну.

## Клубна кар'єра
Абдулла розпочав виступати за «Іст Ріффу» з 2009 року. У 2011 році дебютував у бахрейнській Прем'єр-лізі. У сезоні 2013/14 років разом з командою виграв кубок короля Бахрейну. Потім відправився в оренду до клубу «Аль-Мухаррак». У сезоні 2017/18 років допоміг своїй новій команді виграти Прем'єр-лігу Бахрейну.

### «Богеміанс 1905»
19 липня 2018 року було оголошено, що Хелаль відправиться в оренду до представника Першої ліги Чехії ФК «Богеміанс 1905». Абдулла став першим бахрейнським футболістом, який підписав контракт з клубом вищого дивізіону європейського чемпіонату. 28 липня 2018 року Хелаль вперше з'явився на футбольному поі в новій команді, вийшовши на заміну на 65-й хвилині. Він відзначився голом та гольовою передачеюв програному (2:4) поєдинку проти «Пржибраму».

### «Славія» (Прага)
4 січня 2019 року «Славія» (Прага) оголосила про підписання Абдулли, проте одразу ж відправила його в оренду в «Богеміанс 1905» до завершення сезону. 17 вересня 2019 року Хелаль знову увійшов в історію, ставши першим гравцем з країн Перської затоки, який взяв участь у матчі Ліги чемпіонів УЄФА 2019/20 проти «Інтернаціонале».

## Кар'єра в збірній
У національній збірній Бахрейну дебютував 15 серпня 2012 року в програному (0:3) товариському матчі проти Азербайджану. 2015 року отримав виклик до збірної для участі в кубку Азії 2015, а в 2019 році — у кубку Азії 2019.

### Голи за збірну
Рахунок та результат збірної Бахрейну в таблиці подано на першому місці.
| Гол | Дата            | Місце                                             | Суперник          | Рахунок | Результат | Змагання                     |
| --- | --------------- | ------------------------------------------------- | ----------------- | ------- | --------- | ---------------------------- |
| 1.  | 18 січня 2013   | Бахрейнський національний стадіон, Ріффа, Бахрейн | Кувейт            | 1–0     | 1–6       | 21-й арабський кубок Затоки  |
| 2.  | 5 лютого 2016   | Бахрейнський національний стадіон, Ріффа, Бахрейн | Ліван             | 2–0     | 2–0       | Товариський матч             |
| 3.  | 5 вересня 2017  | Бахрейнський національний стадіон, Ріффа, Бахрейн | Китайський Тайбей | 4–0     | 5–0       | кваліфікація кубку Азії 2019 |
| 4.  | 27 березня 2018 | Бахрейнський національний стадіон, Ріффа, Бахрейн | Туркменістан      | 1–0     | 4–0       | кваліфікація кубку Азії 2019 |
| 5.  | 27 березня 2018 | Бахрейнський національний стадіон, Ріффа, Бахрейн | Туркменістан      | 2–0     | 4–0       | кваліфікація кубку Азії 2019 |

## Досягнення
«Іст Ріффа»
- Другий дивізіон чемпіонату Бахрейну
  -  Чемпіон (1): 2014

- Кубок короля Бахрейну
  -  Володар (1): 2014

- Суперкубок Бахрейну
  -  Володар (1): 2014

«Аль-Мухаррак»
- Прем'єр-ліга Бахрейну
  -  Чемпіон (1): 2016/17

«Славія»
- Чемпіонат Чехії
  -  Чемпіон (2): 2019/20, 2020/21

- Кубок Чехії
  -  Володар (1): 2020/21

Бахрейн
- Чемпіонат країн Перської затоки U-23
  -  Чемпіон (1): 2013
- Переможець Кубка націй Перської затоки: 2019